# Gulögd gärdsmyg
Gulögd gärdsmyg (Campylorhynchus nuchalis) är en fågel i familjen gärdsmygar inom ordningen tättingar.

## Utseende och läte
Gulögd gärdsmyg är en medelstor medlem av familjen i svart och vitt. Grundfärgen är dovt vit, med mörk streckning ovan, svarta fläckar under och ett brett vitt ögonbrynsstreck. Vingar och stjärt är svarta med vita tvärband och ögat är gulaktigt vitt. Arten är mycket ljudlig och hörs oftast i duett mellan könen, med snabba grällande och skrapiga toner.

## Utbredning och systematik
Gulögd gärdsmyg delas in i tre underarter:
- Campylorhynchus nuchalis pardus – förekommer i torra tropiska norra karibiska Colombia, i söder till nedre Magdalena Valley
- Campylorhynchus nuchalis brevipennis – förekommer i kustnära norra Venezuela (Miranda till Carabobo och Guárico)
- Campylorhynchus nuchalis nuchalis – förekommer i centrala och östra Venezuela (Barinas till Bolívar och Sucre)

## Levnadssätt
Gulögd gärdsmyg är en lokalt vanlig fågel i torra till fuktiga skogsområden, galleriskog, parker och träd i urbana områden. Den är en social art som lever i små och livliga grupper.

## Status och hot
Arten har ett stort utbredningsområde, men tros minska i antal, dock inte tillräckligt kraftigt för att den ska betraktas som hotad. Internationella naturvårdsunionen IUCN listar arten som livskraftig (LC). Världspopulationen har inte uppskattats men den beskrivs som vanlig.

## Bilder

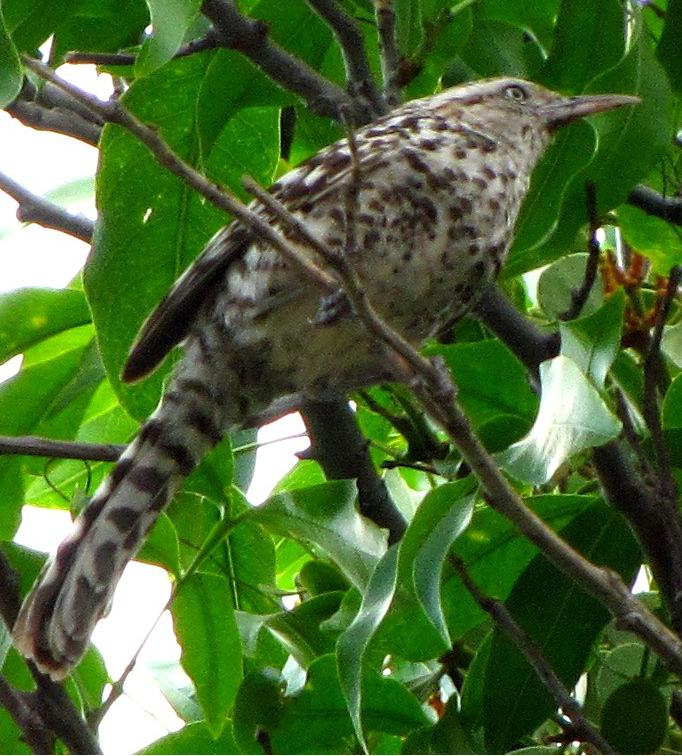
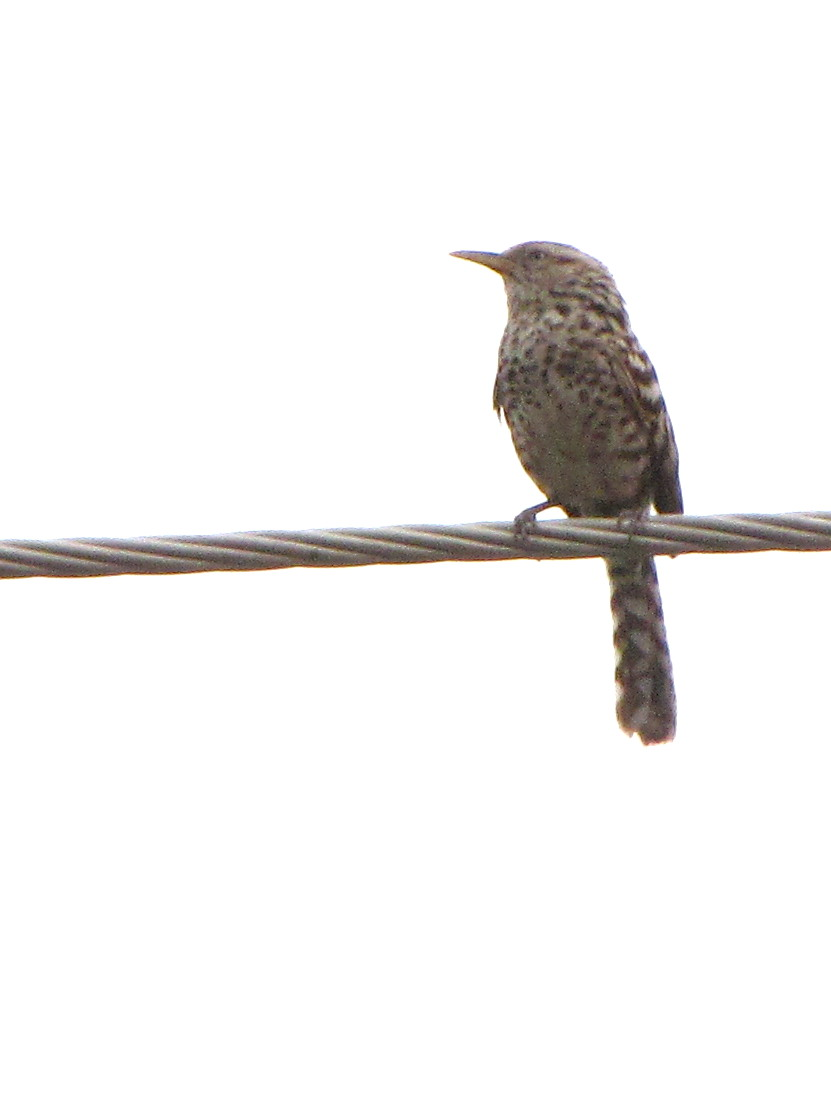